# Cardiopharynx schoutedeni
Cardiopharynx schoutedeni és una espècie de peix de la família dels cíclids i de l'ordre dels perciformes.

## Morfologia
- Els mascles poden assolir 15 cm de longitud total.[3][4]

## Alimentació
Menja microorganismes que troba als fons sorrencs.

## Hàbitat
Viu en zones de clima tropical entre 23 °C - 28 °C de temperatura.

## Distribució geogràfica
Es troba a Àfrica: és una espècie de peix endèmica del llac Tanganyika.

## Costums
Forma moles que apleguen centenars d'individus.